# 野狐

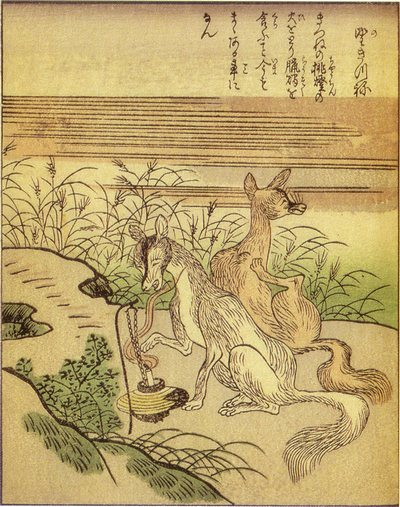
《絵本百物語》，「野狐」（のぎつね），竹原春泉畫。圖中描繪的野狐可能是野狐或野幹。

野狐（やこ）是九州地方的關於狐狸附身的傳說，即是指「野狐附身」。
傳說中的野狐和真正的狐狸形態一致，不同的是其毛色黑白兩色相間，體型比鼠稍大，但比貓小。按理來說人是無法看見的野狐。在長崎縣平戸市周邊地區，对野狐结伴出行有「成千上万动物共行」的说法。
在北部九州的長崎縣和佐賀縣，某種病的症狀被稱為野狐附身。這和在壹岐島把腋下腫大稱為鼬附身的說法很相似。身上有火傷的痕跡或天花瘡瘢的人都會被認為是被野狐附身，因此舊時會將天花患者放在蚊帳中，並在周圍灑上大麻殼燒成的灰，同時在病人身旁放上刀劍，以防止野狐進入。
南九州有被野狐附身的家族，好幾代人都被野狐附身，甚至其養的牛馬都被附身。沒有野狐附身家庭的人也會由於野狐附身而患病（即傳染），在鹿兒島縣揖宿郡喜入町（現在鹿兒島市）有一半以上的病人被認為是野狐附身。

## 腳註
1. ↑  多田克己編. . 國書刊行會. 1997: 158 頁. ISBN 978-4-336-03948-4.
2. 1 2 3 4 5  石塚尊俊. . 未來社. 1977: 62–66頁.
3. 1 2  民俗學研究所編著. 柳田國男監修 , 编.  第4巻. 平凡社. 1956: 1619–1620頁.
4. ↑  宮本袈裟雄他. 桜井徳太郎編 , 编. . 東京堂出版. 1980: 294頁. ISBN 978 -4-490-10137-9.